# Lilltjärnen (Ströms socken, Jämtland, 706580-149922)
Lilltjärnen är en sjö i Strömsunds kommun i Jämtland och ingår i Ångermanälvens huvudavrinningsområde.